# Eduard Šimko
Eduard Šimko (* 21. prosince 1942) byl slovenský a československý politik, po sametové revoluci poslanec Sněmovny lidu a Sněmovny národů Federálního shromáždění za VPN, později za HZDS.

## Biografie
Ve volbách roku 1990 byl zvolen za VPN do Sněmovny lidu (volební obvod Východoslovenský kraj). Po rozkladu VPN v roce 1991 nastoupil do poslaneckého klubu HZDS. Ve volbách roku 1992 přešel do Sněmovny národů. Ve Federálním shromáždění setrval do zániku Československa v prosinci 1992.
Před parlamentními volbami na Slovensku roku 1994 se uvádí jako člen Slovenské volební komise za HZDS. V roce 1998 mu byl udělen Řád Andreje Hlinky. V 90. letech zasedal v slovenském Fondu národního majetku. Později čelili funkcionáři fondu veřejné kritice a zájmu policie za machinace s nadstandardními byty. I Eduard Šimko patřil mezi členy výkonného výboru FNM, kteří prodali byt sami sobě. V roce 2004 se ale uvádí, že vyšetřování kauzy bude nejspíš zastaveno.
K březnu 2002 měl nastoupit na post vedoucího organizačního odboru Prešovského samosprávného kraje. Uvádí se tehdy bytem v Prešově.